# Скрипки (Киевская область)
Скрипки (укр. Скрипки) — село, входит в Васильковский район Киевской области Украины.
Население по переписи 2001 года составляло 355 человек. Почтовый индекс — 08640. Телефонный код — 4571. Код КОАТУУ — 3221484902.

## Местный совет
08640, Київська обл., Васильківський р-н, с.Мала Солтанівка, вул.Першотравнева,11